# Chuquiraga
Chuquiraga é um género botânico pertencente à família Asteraceae.
É composto por 120 espécies descritas e destas 22 são aceites. É originário do Brasil.
O género foi descrito por Antoine-Laurent de Jussieu e publicado em Genera Plantarum 178. 1789[1789].
Trata-se de um género reconhecido pelo sistema de classificação filogenética Angiosperm Phylogeny Website.

## Espécies
As espécies aceites neste género são:
- Chuquiraga acanthophylla Wedd.
- Chuquiraga arcuata Harling
- Chuquiraga atacamensis Kuntze
- Chuquiraga aurea Skottsb.
- Chuquiraga avellanedae Lorentz
- Chuquiraga calchaquina Cabrera
- Chuquiraga echegarayi Hieron.
- Chuquiraga erinacea D.Don
- Chuquiraga jussieui J.F.Gmel.
- Chuquiraga kuschelii Acevedo
- Chuquiraga longiflora (Griseb.) Hieron.
- Chuquiraga morenonis (Kuntze) C.Ezcurra
- Chuquiraga oblongifolia Sagást. & Sánchez Vega
- Chuquiraga oppositifolia D.Don
- Chuquiraga parviflora (Griseb.) Hieron.
- Chuquiraga raimondiana A.Granda
- Chuquiraga rosulata Gaspar
- Chuquiraga ruscifolia D.Don
- Chuquiraga spinosa Less.
- Chuquiraga straminea Sandwith
- Chuquiraga ulicina (Hook. & Arn.)
- Chuquiraga weberbaueri Tovar